# Distrito de Mariscal Castilla (Chachapoyas)
El distrito de Mariscal Castilla es uno de los veintiún distritos de la Provincia de Chachapoyas, ubicada en el Departamento de Amazonas, en el norte del Perú. Limita por el norte con el distrito de La Jalca; por el este con la provincia de Rodríguez de Mendoza; por el sur con el distrito de Montevideo y; por el oeste con la provincia de Luya.
Su capital es el centro poblado de Duraznopampa.

## Geografía

### Situación
El distrito de Mariscal Castilla abarca una superficie de 83.58 km². El distrito se encuentra ubicado entre el valle del Utcubamba y la cadena montañosa Gracias a Dios que llega hasta los 3800 m s. n. m.
| Noroeste: Potmoja                       | Norte: Cielach | Noreste: |
| Oeste: Coshac, Corralhuayco y Limatambo |                | Este:    |
| Suroeste Cunche                         | Sur: Cunche    | Sureste: |

### Orografía
El distrito de Mariscal Castilla se encuentra ubicado entre el río Utcubamba al oeste y la cadena montañosa que le sirve de límite natural al este. Su situación hace que tenga una diferencia de altitud considerable entre sus distintos pueblos; así el pueblo de Duraznopampa se sitúa a 2200 m s. n. m., el pueblo de Tacta está situado a 2350 m s. n. m., y el pueblo de San Pedro a 2650 m s. n. m. Estas diferencias se acentúan aún más si se comparan los extremos del distrito; de esta forma, la altitud en su término varía entre los 1900 m s. n. m. aproximadamente en el pueblo de Limatambo, situado al oeste del distrito, y los 3802 m s. n. m. aproximadamente de la cima de uno de los cerros de la cordillera Gracias a Dios, en el extremo este del distrito.

### Clima
Según la clasificación de Thornthwaite el clima de Mariscal Castilla es semifrío y húmedo. Lluvioso y con otoños e inviernos con mínimas precipitaciones en lado occidental, y Semiseco y con otoños, inviernos y primaveras con pocas precipitaciones en el lado oriental.
De acuerdo con la clasificación climática de Köppen, Mariscal Castilla se encuadra en la variante Cfb (clima oceánico), caracterizado por unas temperaturas suaves y abundantes precipitaciones bien distribuidas. El suelo está cubierto de arbustos y de árboles de verdor permanente, con ellos alternan las praderas, en las que abundan las labiadas de las más variadas especies.

### Hidrografía

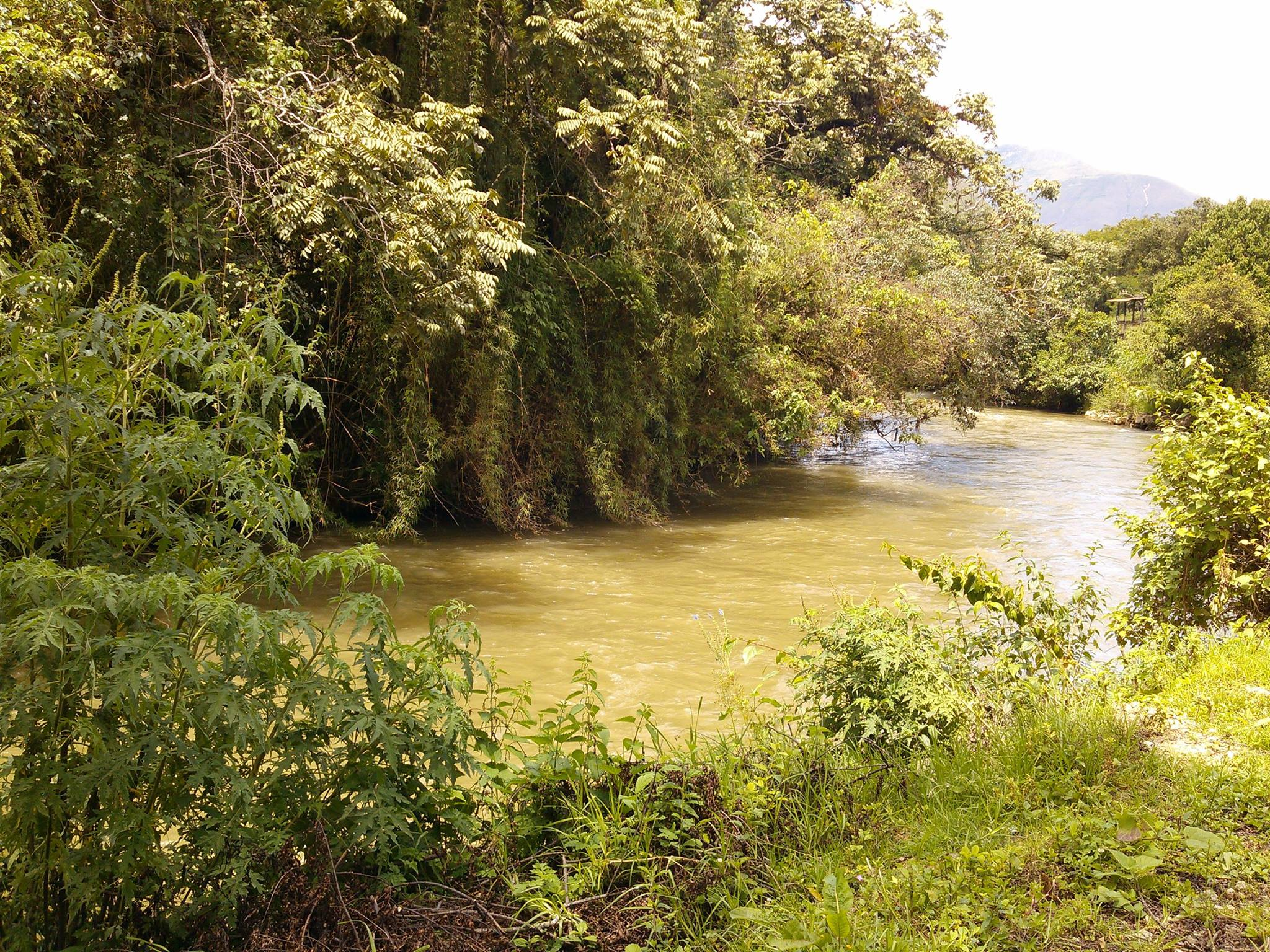
Río Utcubamba en Limatambo

El Utcubamba es el río más importante del distrito y lo recorre de sur a norte por el extremo occidental

## Ecología

### Flora
Las principales zonas verdes son las praderas de montaña en el este.

### Fauna
Entre las razas de animales de granja del territorio están las citadas a continuación. Dentro de las razas bovinas: el brown swiss; dentro de las razas equinas y asnal: el asno y el caballo de paso.

## Historia

### Etapa Chachapoyas

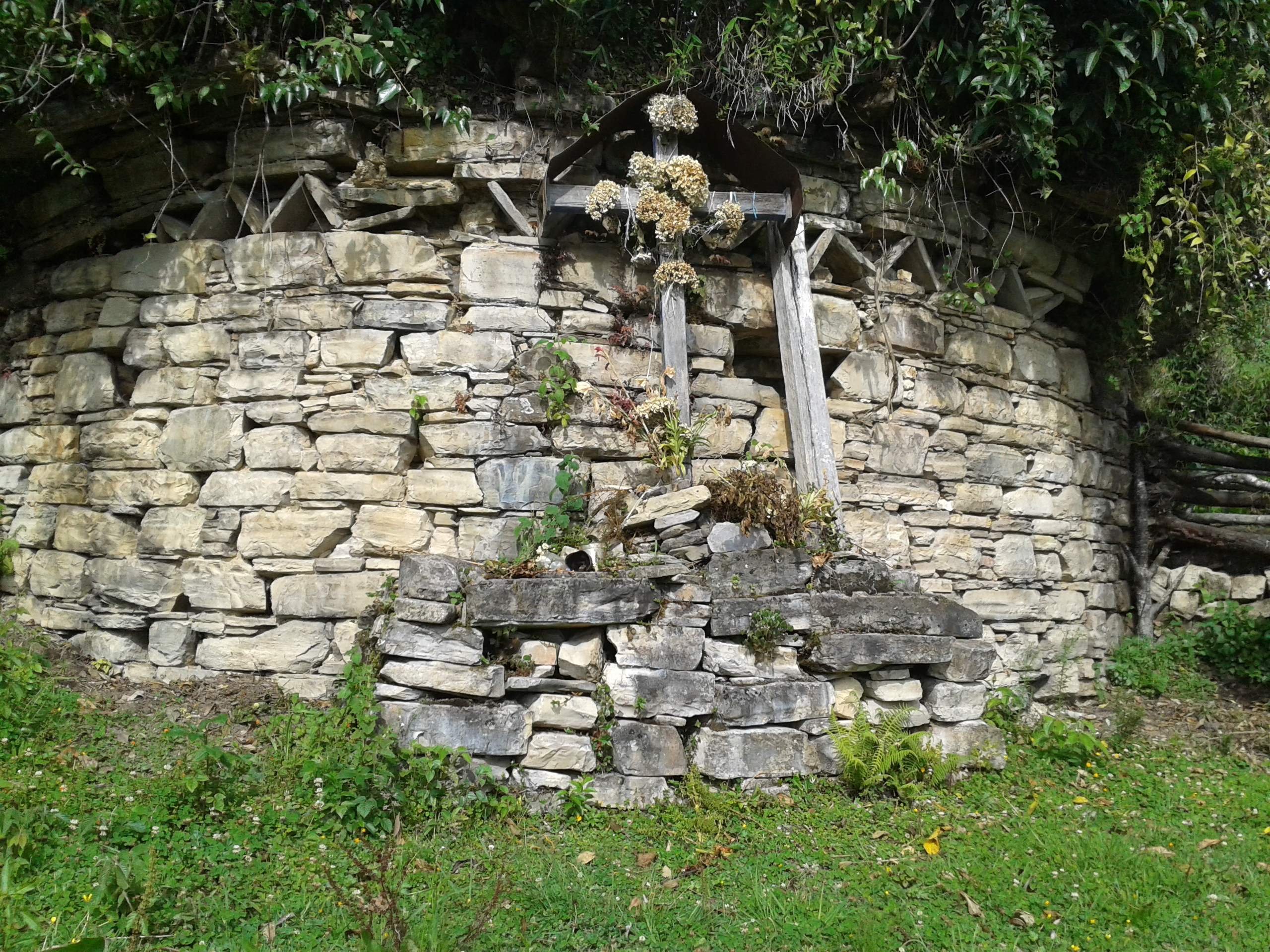
Sitio arqueológico de Olan.

El territorio correspondiente al actual distrito de Mariscal Castilla fue testigo de la presencia de los Chachapoyas. Entre el año 1100 y 1300 d. C. se construyó Olán en el cerro del centro poblado del mismo nombre del actual pueblo de San Pedro de Utac, un complejo habitacional que comprende unas 500 edificaciones hechas de piedra.

### Etapa Republicana
El distrito fue creado como tal el 6 de setiembre de 1904 mediante Ley sin número, en el gobierno del Presidente Serapio Calderón Chirinos.

## Etnografía
Según el censo de autopercepción del INEI del año 2017, la distribución de la población es la siguiente:
Mestizos: 827
Blancos: 124
Negros: 68
Otros:23
Quechuas: 16
No sabe: 6
Nativo o indígena de la amazonía: 1

## Población y ordenación urbana

### Demografía
El distrito de Mariscal Castilla cuenta con una población estimada mayor a 1 065 habitantes según el censo de población de 2017 publicado por el INEI.

## Cultura

### Fiestas Locales

#### Fiesta del Señor de los Milagros
Se celebra en el pueblo de Duraznopampa en octubre. 

#### Día de San Pedro y San Pablo
Se celebra el 29 de junio en el pueblo de San Pedro de Utac

## Autoridades

### Municipales
- 2023 - 2026[3]
  - Alcalde: Segundo Idelso Bustamante Llaja, de Alianza para el Progreso.